# Fórmules de Newton-Cotes

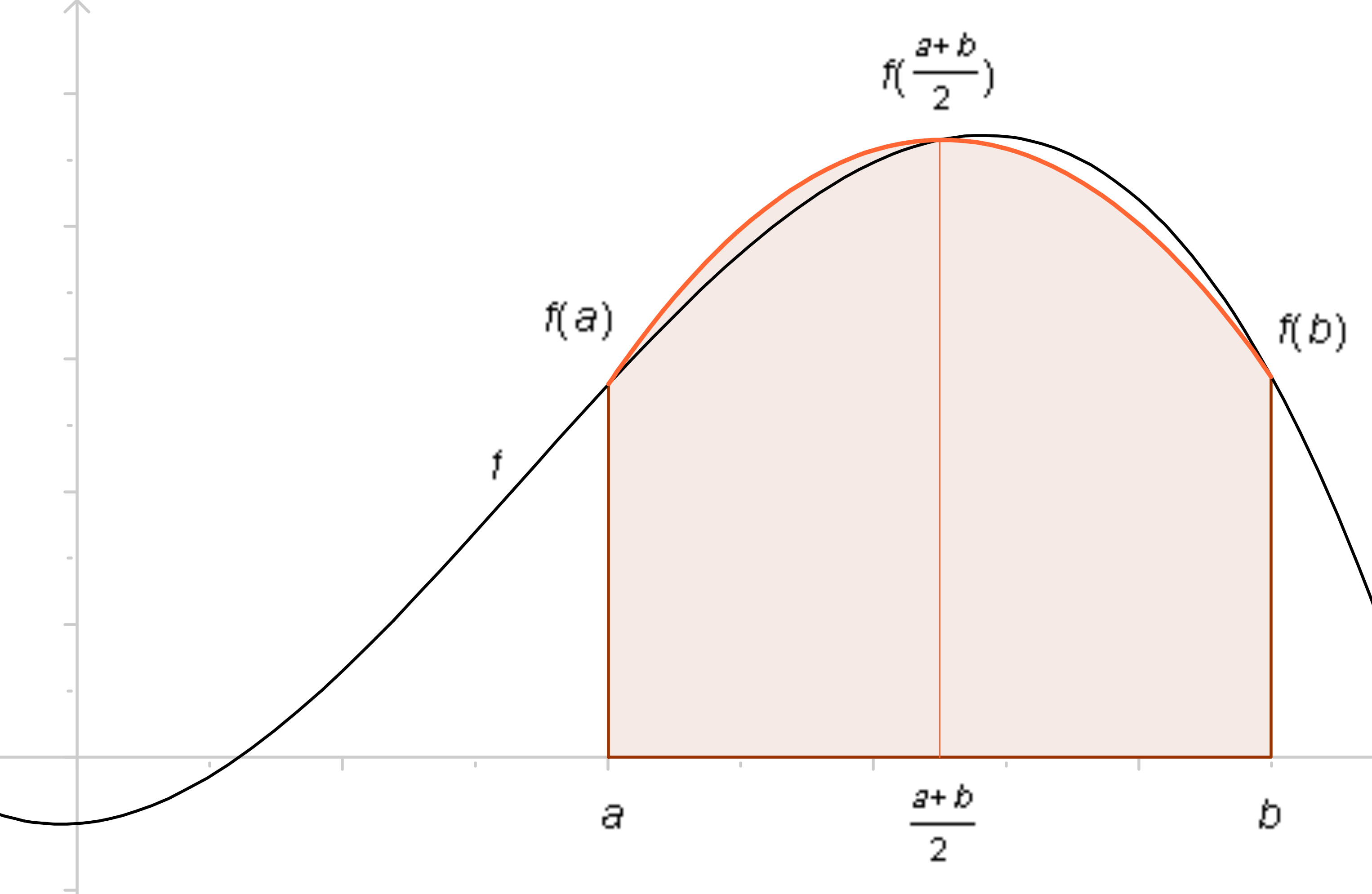
Exemple d'aplicació de la fórmula de Newton-Cotes tancada per a n=2

En càlcul numèric, les fórmules de Newton-Cotes són un grup de fórmules per a la integració numèrica (anomenada també quadratura) que es basen a avaluar l'integrand a n+1 punts equidistants. Reben aquest nom en honor d'Isaac Newton i Roger Cotes.
Les fórmules de Newton-Cotes poden ser útils se es coneix el valor de la funció integrand en un conjunt de punts equidistants. Si és possible de canviar els punts on l'integrand és avaluat, llavors hi ha altres mètodes com per exemple la quadratura de Gauss i la quadratura de Clenshaw-Curtis que probablement són més adequats.

## Descripció
Se suposa que el valor de la funció f és conegut per als punts equidistants xi, per i = 0, …, n. Hi ha dos tipus de fórmules de Newton-Cotes, el tipus "tancat" que fa servir els valors de la funció a tots els punts, i el tipus "obert" que no fa servir els valors de la funció als punts extrems. La fórmula tancada de Newton-Cotes de grau n es defineix com
{\displaystyle \int _{a}^{b}f(x)\,dx\approx \sum _{i=0}^{n}w_{i}\,f(x_{i})}
on xi = h i + x0,
amb h (anomenat la mida del pas) igual a (xn − x0)/n. Els wi es diuen pesos.
Els pesos es dedueixen de forma que el resultat coincideixi amb la integral del polinomi de grau n que passa pels punts. Per tant, la fórmula tancada de Newton-Cotes de grau n és equivalent a substituir la funció pel polinomi de grau n que passa pels n+1 punts i integrar el polinomi.
Aquest pesos es poden trobar fàcilment a partir dels polinomis de Lagrange. Sia L(x) el polinomi d'interpolació expressat en la forma de Lagrange a partir dels punts donats (x0, f(x0)), …, (xn, f(xn)), llavors
{\displaystyle \int _{a}^{b}f(x)\,dx\approx \int _{a}^{b}L(x)\,dx=\int _{a}^{b}\sum _{i=0}^{n}f(x_{i})\,l_{i}(x)\,dx=\sum _{i=0}^{n}f(x_{i})\underbrace {\int _{a}^{b}l_{i}(x)\,dx} _{w_{i}}.}
La fórmula oberta de Newton-Cotes de grau n es defineix com
{\displaystyle \int _{a}^{b}f(x)\,dx\approx \sum _{i=1}^{n-1}w_{i}\,f(x_{i})}
Els pesos es troben de forma similar als de la fórmula tancada.

## Inestabilitat per a graus elevats
Un polinomi de grau n té tants màxims i mínims com zeros té la seva derivada, per tant pot arribar a tenir fins a n-1 màxims i mínims, a mesura que el grau creix, els polinomis tenen tendència a oscil·lar, separant-se molt dels valors de la funció, si és que la funció té un gràfic més o menys suau i els punts són equidistants, aquest fenomen és conegut com el fenomen de Runge on l'error creix exponencialment en augmentar n. Altres mètodes com la quadratura de Gauss i la quadratura de Clenshaw-Curtis que empren punts desigualment espaiats (agrupats als extrems de l'interval d'integració) són estables i molt més exactes, i normalment es prefereixen en comptes de Newton-Cotes. Si aquests mètodes no es poden fer servir, perquè l'integrand només és conegut a punts donats equidistants, llavors el fenomen de Runge es pot evitar emprant un mètode compost, tal com s'explica més avall.

## Fórmules tancades de Newton-Cotes
Aquesta taula presenta algunes de les fórmules de tipus tancat.
L'expressió {\displaystyle f_{i}} és una abreviatura de {\displaystyle f(x_{i})}.
| Grau | Nom                                     | Fórmula                                                                 | Error                                                 |
| ---- | --------------------------------------- | ----------------------------------------------------------------------- | ----------------------------------------------------- |
| 1    | Mètode trapezial                        | {\displaystyle {\frac {h}{2}}(f_{0}+f_{1})}                             | {\displaystyle -{\frac {h^{3}}{12}}\,f^{(2)}(\xi )}   |
| 2    | Mètode de Simpson                       | {\displaystyle {\frac {h}{3}}(f_{0}+4f_{1}+f_{2})}                      | {\displaystyle -{\frac {h^{5}}{90}}\,f^{(4)}(\xi )}   |
| 3    | Mètode de Simpson 3/8                   | {\displaystyle {\frac {3h}{8}}(f_{0}+3f_{1}+3f_{2}+f_{3})}              | {\displaystyle -{\frac {3h^{5}}{80}}\,f^{(4)}(\xi )}  |
| 4    | mètode de Boole, o Mètode de Bode [sic] | {\displaystyle {\frac {2h}{45}}(7f_{0}+32f_{1}+12f_{2}+32f_{3}+7f_{4})} | {\displaystyle -{\frac {8h^{7}}{945}}\,f^{(6)}(\xi )} |

El mètode de Boole de vegades, per error, es diu el mètode de Bode degut a la propagació d'un error tipogràfic en el llibre de referència d'Abramowitz i Stegun.
L'exponent del pas h en el terme d'error mostra el ritme al que disminueix l'error d'aproximació a mesura que disminueix el pas.
El grau de la derivada de f que surt al terme de l'error indica el grau dels polinomis que es poden integrar exactament (és a dir, amb error igual a zero).
El nombre ξ està entre a i b.
L'estimació de l'error es fa suposant que la funció es pot desenvolupar en sèrie de Taylor, que els termes d'ordre superior són negligibles i que els valors de les derivades són afitats. Llavors es compara la integral de la funció expressada pel seu desenvolupament amb la del polinomi d'interpolació.

## Fórmules obertes de Newton-Cotes
Aquesta taula llista algunes de les fórmules de Newton-Cotes de tipus obert.
| Grau | Nom                | Fórmula                                                       | Error                                               |
| ---- | ------------------ | ------------------------------------------------------------- | --------------------------------------------------- |
| 0    | Mètode rectangular | {\displaystyle 2hf_{1}\,}                                     | {\displaystyle {\frac {h^{3}}{24}}\,f^{(2)}(\xi )}  |
| 1    | Sense nom          | {\displaystyle {\frac {3h}{2}}(f_{1}+f_{2})}                  | {\displaystyle {\frac {h^{3}}{4}}\,f^{(2)}(\xi )}   |
| 2    | Sense nom          | {\displaystyle {\frac {4h}{3}}(2f_{1}-f_{2}+2f_{3})}          | {\displaystyle {\frac {28h^{5}}{90}}f^{(4)}(\xi )}  |
| 3    | Sense nom          | {\displaystyle {\frac {5h}{24}}(11f_{1}+f_{2}+f_{3}+11f_{4})} | {\displaystyle {\frac {95h^{5}}{144}}f^{(4)}(\xi )} |

## Mètodes compostos
Perquè els mètodes de Newton-Cotes donin errors petits, cal que el pas h sigui petit, això significa que l'interval d'integració {\displaystyle [a,b]}
També ha de ser petit, però això normalment no és cert. Per aquest motiu, normpalment la integració numèrica es fa a base de dividir {\displaystyle [a,b]} en subintervals més petits, llavors s'aplica una fórmula de Newton-Cotes a cada subinterval, i se sumen els resultats.
D'això se'n diu un mètode compost, vegeu integració numèrica.